# Liste der brasilianischen Botschafter in Namibia

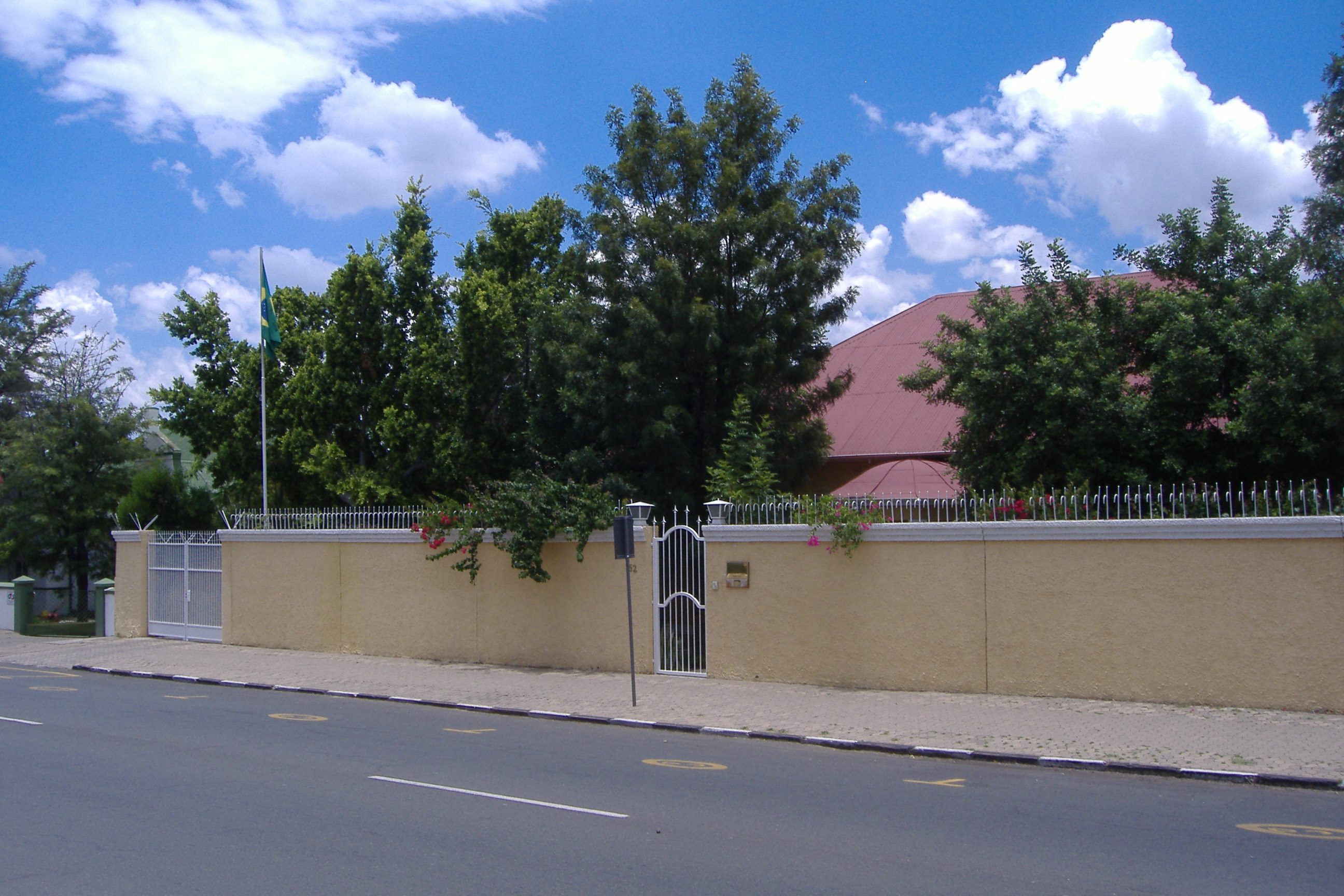
Brasilianische Botschaft in Windhoek (2011)

Dies ist eine Liste der brasilianischen Botschafter in Namibia. Die Botschaft Brasiliens befindet sich in der namibischen Hauptstadt Windhoek im Stadtteil Windhoek-Central.

## Missionschefs
| Ernannt       | Name                          | Bemerkungen                                            | Mensagem Senado Federal | im Senat des Nationalkongress (Brasilien) vorgestellt am | ernannt von               | akkreditiert während der Regierung von | Posten verlassen |
| ------------- | ----------------------------- | ------------------------------------------------------ | ----------------------- | -------------------------------------------------------- | ------------------------- | -------------------------------------- | ---------------- |
| 1989          | José Roberto de Almeida Pinto | Leiter des brasilianischen Beobachterbüros in Windhoek |                         |                                                          | José Sarney               |                                        | 22. Aug. 1990    |
| 22. Aug. 1990 | Mário Augusto Santos          |                                                        | MSF 179 de 1990         |                                                          | Fernando Collor de Mello  | Kabinett Nujoma I                      |                  |
| 12. Mai 1995  | José Ferreira-Lopes           |                                                        | MSF 107 de 1995         | 5. Mai 1995                                              | Fernando Henrique Cardoso | Kabinett Nujoma II                     | 27. Sep. 1998    |
| 30. Juni 1998 | Orlando Galveas Oliveira      |                                                        | MSF 179 de 1998         | 17. Juni 1998                                            | Fernando Henrique Cardoso | Kabinett Nujoma II                     |                  |
| 21. Dez. 2001 | Cristiano Whitaker            |                                                        | MSF 216 de 2001         | 12. Dez. 2001                                            | Fernando Henrique Cardoso | Kabinett Nujoma III                    |                  |
| 11. Aug. 2004 | Márcio Araujo Lage            |                                                        | MSF 80 de 2004          | 17. Aug. 2004                                            | Luiz Inácio Lula da Silva | Kabinett Nujoma III                    |                  |
| 30. März 2009 | José Vicente da Silva Lessa   |                                                        | MSF 38 de 2009          | 31. März 2009                                            | Luiz Inácio Lula da Silva | Kabinett Pohamba I                     |                  |
| 3. Dez. 2012  | Ana Maria Sampaio Fernandes   |                                                        | MSF 70 de 2012          | 31. Okt. 2012                                            | Dilma Rousseff            | Kabinett Pohamba II                    |                  |
| 19. März 2015 | Eduardo Carvalho              |                                                        | MSF 68 de 2014          | 10. März 2015                                            | Dilma Rousseff            | Kabinett Geingob I                     |                  |
| 10. Dez. 2021 | Vivian Sanmartin              |                                                        | MSF 55 de 2021          | 10. März 2022                                            |                           | Kabinett Geingob II                    | 31. Juli 2025    |
|               | vakant                        |                                                        |                         |                                                          |                           | Kabinett Nandi-Ndaitwah                |                  |